# Hoplitosaurus
Hoplitosaurus (лат., буквально: ящер-гоплит) — малоизученный род четвероногих травоядных панцирных динозавров из семейства нодозаврид (Nodosauridae), предположительно живших в барремском веке на территории современной Южной Дакоты (США). В род включают единственный вид — Hoplitosaurus marshi. Хотя в 1980-1990-х годах были попытки объединить его с родом Polacanthus, в настоящее время Hoplitosaurus признан учёными действительным, хотя и малоизученным родом динозавров.

## История изучения
Голотип USNM 4752 обнаружен в 1986 году геологом Нельсоном Дартоном, и состоял из рёбер, хвостовых позвонков, лопаточной кости, фрагментов плечевых костей и правого бедра, а также фрагментов бронированного панциря. Зоолог Фредрик Август Лукас бегло описал ископаемые остатки в 1901 году как новый вид стегозавра, но вскоре отнёс их к отдельному роду. Чарльз Гилмор полностью описал ископаемые материалы в 1914 году.
Некоторые учёные (William T. Blows, Javier Pereda-Suberbiola) считали род единым с Polacanthus, и создали новую комбинацию Polacanthus marshii, однако она была отвергнута научным сообществом. Палеоантологи Кен Карпентер и Джеймс Кёрклэнд отмечают, что многие сходства, приведённые как доказательства данной теории, распространены среди анкилозавров в целом, либо основаны на повреждениях костей.
Как бы то ни было, сходство с Polacanthus было отмечено ещё в 1902 году, и в первую очередь проявлялось в похожей структуре костной брони, правда, полакант имел крестцовый щиток, а у гоплитозавра его не было.